# Rosa Diletta Rossi
Rosa Diletta Rossi (Roma, 18 de octubre de 1988) es una actriz italiana.

## Biografía
Rosa Diletta Rossi nació el 18 de octubre de 1988 en Roma (Italia), de madre profesora y padre médico y tiene tres hermanos varones. Practica escalada deportiva, actividades relacionadas con la montaña, vela, equitación, acrobacia y canto y además del italiano habla inglés con fluidez y tiene dialectos romano, apuliano, veneciano y siciliano.

## Carrera
Rosa Diletta Rossi Rosa se graduó en el liceo clásico Eugenio Montale, antes de llegar siendo adolescente a la Piccola Compagnia Piero Gabrielli dirigida por Roberto Gandini, con quien intervino en 2008-2009 en Il pedone rosso, de Alessandro Berti, Giuseppe Manfridi y Attilio Marangon. En 2012, con Danilo Nigrelli, presentó la obra Una cena armena de Paola Ponti en el teatro India de Roma.
Posteriormente asistió a un curso preparatorio en el teatro Stabile de Génova y a la escuela de especialización de actores, dirigida por Jurij Ferrini, en Turín.
Su debut cinematográfico, tras algunos cortometrajes, se produjo en 2012 con la película Maìn - La casa della felicità de Simone Spada, en la que interpretó el papel de la hermana del protagonista.
Su debut televisivo fue en 2010 con la miniserie Mia Madre de Ricky Tognazzi, en la que interpretó a Lucía, hija del matrimonio protagonista. En 2013 interpretó a Chiara en la segunda temporada de Che Dio ci aiuti; luego Suburra - La serie (2017-2020) en el papel de Alice, esposa de Amedeo Filippo Nigro; Nero a metà en el papel de Alba, médico forense e hija del comisario Carlo Guerrieri, interpretado por Claudio Amendola. En 2023 interpretó el papel de la protagonista Maria Corleone en la serie Maria Corleone. En el mismo año interpretó el papel de Irene en la miniserie emitida en Rai 1 Per Elisa - Il caso Claps.

## Filmografía

### Cine
| Año  | Título                        | Personaje            | Director           |
| ---- | ----------------------------- | -------------------- | ------------------ |
| 2012 | Maìn - La casa della felicità | Felicina             | Simone Spada       |
| 2014 | Supermanz                     |                      | Riccardo Papa      |
| 2014 | Pasolini                      | Patrizia             | Abel Ferrara       |
| 2017 | Fortunata                     | Rosa                 | Sergio Castellitto |
| 2018 | La profezia dell'armadillo    | Dueña                | Emanuele Scaringi  |
| 2019 | Croce e delizia               | Carolina             | Simone Godano      |
| 2020 | Il ladro di giorni            | Bianca               | Guido Lombardi     |
| 2022 | Belli ciao                    | Aurora               | Gennaro Nunziante  |
| 2022 | Hill of Vision                | Anna                 | Roberto Faenza     |
| 2024 | Folle d'amore - Alda Merini   | Alda Merini de joven | Roberto Faenza     |

### Televisión
| Año           | Título                                                  | Personaje         | Director                                                                               | Cadeña                  | Episodios                     | Notas                   |
| ------------- | ------------------------------------------------------- | ----------------- | -------------------------------------------------------------------------------------- | ----------------------- | ----------------------------- | ----------------------- |
| 2010          | Mia madre                                               | Lucia             | Ricky Tognazzi                                                                         | Rai 1                   |                               | Miniserie de televisión |
| 2011          | Don Matteo 8                                            | Claudia Boratti   | Salvaore Basile                                                                        | Rai 1                   | Episodio 21                   | Serie de televisión     |
| 2012          | Squadra antimafia 4 - Palermo oggi                      | Michela Rizzo     |                                                                                        | Canale 5                | Episodio 3                    | Serie de televisión     |
| 2013          | Che Dio ci aiuti 2                                      | Chiara Alfieri    | Rai 1                                                                                  | 16 episodios            |                               | Serie de televisión     |
| 2014          | Per amore del mio popolo                                |                   | Rai 1                                                                                  | Antonio Frazzi          | 2 episodios                   | Serie de televisión     |
| 2014          | Il restauratore 2                                       |                   | Rai 1                                                                                  |                         |                               | Serie de televisión     |
| 2015          | Grand Hotel                                             | Luca Ribuoli      | Rai 1                                                                                  | Miniserie de televisión |                               |                         |
| 2017          | Sorelle                                                 | Cinzia TH Torrini | Rai 1                                                                                  | Serie de televisión     |                               |                         |
| 2017          | Questo nostro amore                                     | Caterina          | Rai 1                                                                                  | Serie de televisión     | Luca Ribuoli y Isabella Leoni | 6 episodios             |
| 2017-2020     | Suburra - La serie                                      | Alice Cinaglia    | Andrea Molaioli, Arnaldo Catinari, Giuseppe Capotondi, Piero Messina y Michele Placido | Serie de televisión     | Netflix                       | 17 episodios            |
| 2018          | Rocco Chinnici - È così lieve il tuo bacio sulla fronte | Angela            | Michele Soavi                                                                          | Rai 1                   |                               | Película de televisión  |
| 2018          | Questo nostro amore 80                                  | Caterina          | Luca Ribuoli y Isabella Leoni                                                          | Rai 1                   | Serie de televisión           |                         |
| 2018-presente | Nero a metà                                             | Alba Guerrieri    | Marco Pontecorvo, Claudio Amendola y Enrico Rosati                                     | Rai 1                   | Serie de televisión           |                         |
| 2019          | Figli del destino                                       | Maria             | Francesco Miccichè y Marco Spagnoli                                                    | Rai 1                   | Docu-ficción                  |                         |
| 2021          | Hashishins                                              | Eva               | Francesco De Vecchis y Matteo Zelli                                                    | Prime Video             | Miniserie de televisión       |                         |
| 2023          | Maria Corleone                                          | Maria Corleone    | Mauro Mancini                                                                          | Canale 5                | 8 episodios                   | Serie de televisión     |
| 2023          | Per Elisa - Il caso Claps                               | Irene             | Marco Pontecorvo                                                                       | Rai 1                   |                               | Miniserie de televisión |

### Cortometraje
| Año  | Título                               | Personaje            | Director                   |
| ---- | ------------------------------------ | -------------------- | -------------------------- |
| 2006 | Ipotesi su Troiane                   |                      | Emanuele Faina             |
| 2010 | Anna e Maya                          | Anna                 | Andrea Serafini            |
| 2010 | Orizzonti                            |                      | Sibilla Barbieri           |
| 2011 | Lo sconosciuto                       | Raffaele Del Cimmuto |                            |
| 2011 | Tre binari                           | Riccardo Papa        |                            |
| 2011 | Canto di Natale - Visioni dal futuro | Riccardo Papa        |                            |
| 2012 | Hertz                                | Riccardo Papa        |                            |
| 2016 | Bisogna aver coraggio                | Elisa Fuksas         |                            |
| 2020 | TOB.IA                               | Agata                | Emanuele Sana              |
| 2020 | Principessa                          | Elena                | Riccardo Fabrizi           |
| 2023 | Golden Shopping Arcade               | Clara                | Francesco Ricci Lotteringi |

## Teatro
| Año  | Título                             | Autor                                                  | Adaptación                   | Director        | Teatro |
| ---- | ---------------------------------- | ------------------------------------------------------ | ---------------------------- | --------------- | ------ |
| 2001 | La festa dei 100 ragazzi           |                                                        |                              | Roberto Gandini |        |
| 2002 | Le nuove avventure di Pinocchio    |                                                        |                              |                 |        |
| 2003 | Dio                                | Woody Allen                                            | Carlo Emilio Lerici          |                 |        |
| 2004 | Sarto per signora                  | Georges Feydeau                                        | Carlo Emilio Lerici          |                 |        |
| 2007 | Il Purgatorio                      | Dante Alighieri                                        | Roberto Gandini              |                 |        |
| 2008 | Il cerchio magico                  |                                                        | Roberto Gandini              |                 |        |
| 2008 | Il pedone rosso                    | Alessandro Berti, Giuseppe Manfridi y Attilio Marangon | Roberto Gandini              |                 |        |
| 2009 | C'era due volte                    | Gianni Rodari                                          | Roberto Gandini              |                 |        |
| 2010 | La storia della bambina invisibile | Gianni Rodari                                          | Roberto Gandini              |                 |        |
| 2011 | Le Mannare                         | Stefano Benni                                          | Federico Grippo              |                 |        |
| 2011 | Canto di Natale                    |                                                        | Tiziano Panici y Alice Spisa | Tiziano Panici  |        |
| 2012 | Una cena armena                    | Paola Ponti                                            |                              | Danilo Nigrelli |        |
| 2014 | Le avventure di Pinocchio          |                                                        | Tiziano Panici y Alice Spisa |                 |        |
| 2015 | L'ora del Diavolo                  |                                                        | Teatros de lo Sacro          |                 |        |